# Valentine Strasser
Valentine Esegragbo Melvine Strasser (ur. 26 kwietnia 1967 we Freetown) – sierraleoński wojskowy w stopniu kapitana i polityk, były szef państwa od 29 kwietnia 1992 do 16 stycznia 1996 jako przewodniczący Tymczasowej Narodowej Rady Rządzącej. W chwili przejęcia władzy w kraju miał 25 lat, co czyniło go najmłodszą na świecie osobą będącą głową państwa.
W kwietniu 1992 stanął na czele grupy 6 młodych żołnierzy, którzy dokonali wojskowego zamachu stanu obalając prezydenta Josepha Saidu Momoh. Władze w Sierra Leone przejęła wówczas junta wojskowa, a nowym przywódcą kraju został Strasser obejmując funkcję przewodniczącego nowo powstałej Tymczasowej Narodowej Rady Rządzącej. Władze utracił w styczniu 1996; kiedy to dokonano kolejnego zamachu stanu na czele którego stanął jeden z jego najbliższych współpracowników, Julius Maada Bio. Strasser został zakuty w kajdanki i wywieziony helikopterem do Gwinei. Na czele państwa stanął Bio, który przyśpieszył plany przywrócenia władzy cywilnej. Już w marcu 1996 Bio przekazał władzę demokratycznie wybranemu prezydentowi Ahmadowi Kabbahowi.
Po utracie władzy Strasser wyjechał na kilka lat do Wielkiej Brytanii, gdzie podjął studia prawnicze na Uniwersytecie w Warwick, które jednak przerwał. W 2000 przeniósł się do Gambii. Następnie powrócił do Sierra Leone, gdzie mieszka obecnie. Nie angażuje się w politykę.